# Aslı Tandoğan
Aslı Tandoğan (ur. 2 kwietnia 1979) – turecka aktorka i harfistka.

## Życiorys
Ukończyła Konserwatorium Muzyczne Uniwersytetu Hacettepe i początkowo grała na skrzypcach, jednak później zdecydowała się na harfę. Należała do Antalyjskiej Orkiestry Symfonicznej.
Zadebiutowała aktorsko w 2002 roku w filmie Gülüm. Ponadto zagrała w takich produkcjach jak Kabadayı, Wspaniałe stulecie: Sułtanka Kösem i Yuvamdaki Düşman.

## Filmografia

### Seriale
| Rok       | Tytuł                              | Rola               |
| --------- | ---------------------------------- | ------------------ |
| 2003      | Çınaraltı                          | Gizem              |
| 2003      | Kurşun Yarası                      | Lale               |
| 2004      | Büyük Umutlar                      | Sevinç             |
| 2005      | Aşka Sürgün                        | Dilan Şahvar       |
| 2006      | Ahh İstanbul                       | Deniz              |
| 2006      | 29-30                              | Aysel              |
| 2007      | Dicle                              | Dicle              |
| 2007–2009 | Dudaktan Kalbe                     | Lamia Yılmaz       |
| 2009–2010 | Kapalıçarşı                        | Diyar              |
| 2010      | Behzat Ç. Bir Ankara Polisiyesi    | Ilgın              |
| 2011      | Zehirli Sarmaşık                   | Yakut              |
| 2012      | Bir Zamanlar Osmanlı: Kıyam        | Canseza            |
| 2013      | Leyla ile Mecnun                   | Elanor             |
| 2013      | A.Ş.K.                             | Şebnem             |
| 2015      | Melek ile Serhat                   | Melek              |
| 2016      | Oyunbozan                          |                    |
| 2016–2017 | Wspaniałe stulecie: Sułtanka Kösem | Sułtanka Gevherhan |
| 2018      | Yuvamdaki Düşman                   | Yasemin Çifthanli  |
| 2018      | Güldür Güldür                      | Rose               |

### Filmy
| Rok  | Tytuł                    | Rola   |
| ---- | ------------------------ | ------ |
| 2002 | Gülüm                    | Gül    |
| 2007 | Kabadayı                 | Karaca |
| 2013 | Behzat Ç. Ankara Yanıyor | llgın  |
| 2014 | Kendime İyi Bak          | Begüm  |
| 2015 | Git Başımdan             | Selin  |
| 2019 | Bir Kahramanın Rüyası    |        |
| 2019 | Söz Vermiştin            | Lilyan |
| 2020 | Hayalet 3: Yaşam         | Hazan  |